# Валеншија (Њу Мексико)
Валеншија (енгл. Valencia) насељено је место без административног статуса у америчкој савезној држави Њу Мексико.

## Демографија
По попису из 2010. године број становника је 2.192, што је 2.308 (-51,3%) становника мање него 2000. године.
| Група             | 2000.         | 2010.         |
| Белци             | 2.067 (45,9%) | 833 (38,0%)   |
| Афроамериканци    | 34 (0,8%)     | 17 (0,8%)     |
| Азијати           | 30 (0,7%)     | 25 (1,1%)     |
| Хиспаноамериканци | 2.235 (49,7%) | 1.231 (56,2%) |
| Укупно            | 4.500         | 2.192         |